# Тассо, Торквато
Торква́то Та́ссо (итал. Torquato Tasso; 11 марта 1544, Сорренто — 25 апреля 1595, Рим) — итальянский поэт XVI в., писатель, драматург и философ. Наиболее известным и важным произведением, переведённым на многие языки, является «Освобожденный Иерусалим» (1581), в котором воспеваются столкновения между христианами и мусульманами во время Первого крестового похода, завершившегося взятием христианами Иерусалима.

## Биография

### Детские и юношеские годы
Тассо родился в Сорренто, в Неаполитанском королевстве (в то время испанское вице-королевство во главе с правящей династией Габсбургов в Испании), 11 марта 1544 года в аристократической семье, он был последним из 3 детей Бернардо Тассо, венецианского учёного и придворного, принадлежащего древней знати из Бергамо, находившейся в услужении салернского принца Ферранте Сансеверино. Его мать Порция дей Росси была неаполитанкой по происхождению, но принадлежала к знатной семье тосканского происхождения (по отцовской линии из Пистойи, а по материнской — из Пизы). Старшая дочь Корнелия родилась у них в 1537 году. О Сорренто и «милой родной земле» поэт навсегда сохранит великолепную память, выражая такие сожаления:
Покинули они без сожаленья
Родимых стран — Кампаньи и Тосканы
Цветущие равнины и холмы

«Освобождённый Иерусалим», I. 390—392 (пер. В. С. Лихачёва)
Тассо родился в отсутствие своего отца, Бернардо Тассо, занимавшего в то время должность секретаря салернского князя Ферранте Сансеверино. Отец вернулся в Сорренто в январе 1545 года; летом того же года перебрался в Салерно, где и прошло раннее детство Торквато. Когда Торквато был ещё ребёнком, принц Салерно выступил против введения испанской инквизиции в своем городе, поэтому вступил в конфликт с вице-королем Неаполя Педро Альваресом де Толедо-и-Суньигой, и, таким образом, был лишён всех своих титулов и изгнан из королевства. Следовательно, и сам будущий поэт должен был отправиться в изгнание вслед за своим отцом Бернардо.
«…его отец, происходивший из знатной бергамской семьи, ценился как писатель на службе в качестве секретаря принца Салернского Ферранте Сансеверино. Когда Тассо переехали в Салерно, всегда следуя за Сансеверино, то произошло народное восстание против попытки вице-короля ввести в город инквизицию. Сансеверино встал на сторону народа, а вместе с ним и отец Торквато. По соображениям безопасности отец перевёз Торквато в Неаполь, отправив его в иезуитскую школу. Но события резко ухудшились, и Сансеверино с верными ему людьми были вынуждены покинуть королевство, переехав в Феррару, а затем в Бергамо, Францию и Рим» (Энрико Галавотти).
Отец Бернардо последовал за своим покровителем в другие итальянские города. В возрасте 6 лет Тассо отправился на Сицилию и с конца 1550 года находился с семьёй в Неаполе, куда за ним последовал его частный репетитор Джованни д’Анжелуццо. Он посещал недавно созданную иезуитскую школу в течение двух лет и познакомился с Этторе Тесорьери, с которым затем поддерживал переписку. Торквато учился в иезуитской коллегии, получая католическое образование, блестяще овладел латынью, греческим языком и риторикой. Он часто посещал бенедиктинский монастырь Кава-де-Тиррени (где находилась могила Урбана II, папы, призвавшего к первому крестовому походу), и принял таинство Евхаристии, когда «ему не было ещё, быть может, и девяти лет», как он сам писал. Два года спустя его сестра Корнелия, которая вышла замуж за дворянина Сорренто Марцио Серсале, находилась под угрозой похищения во время османского набега на Сорренто, и это событие запечатлелось в его памяти.
Торквато оставался в Неаполе до десяти лет, а после того как в 1554 году Бернардо Тассо получил дозволение жить в Риме, Торквато последовал за отцом, с большой болью оставив свою мать, вынужденную остаться в неаполитанском городе, так как её братья «отказались выплачивать приданое». В папском городе Бернардо обучал своего сына частным порядком. В 1556 году Порция скоропостижно скончалась при неясных обстоятельствах, возможно, она была отравлена собственными братьями — в любом случае это стало большим ударом для её мужа и сына. Вскоре политическая ситуация в Риме получила быстрое развитие, обеспокоившее Бернардо: между Филиппом II и Павлом IV вспыхнули разногласия, и испанцы, казалось, очень хотели напасть на город. Поэтому отец отправил Торквато в Бергамо в Палаццо Тассо и Вилла деи Тассо к родственникам и укрылся при урбинском дворе Гвидобальдо II Делла Ровере, где через несколько месяцев к нему присоединился и его сын.
Здесь Торквато обучался совместно с Франческо Марией II Делла Ровере, сыном Гвидобальдо, и Гвидобальдо Дель Монте, впоследствии прославленным математиком. В Урбино он усердно занимался древними писателями, особенно Вергилием и Гомером. В этот период у него были учителя самого высокого уровня, такие как полиграф Джироламо Муцио, местный поэт Антонио Галли и математик Федерико Коммандино. Торквато проводил лето только в Урбино, так как двор проводил зиму в Пезаро, где Тассо и познакомился с поэтом Бернардо Каппелло и с Диониджи Атанаджи, и написал первую дошедшую до нас поэму: сонет во славу двора.
Весной 1559 года Бернардо отправился в Венецию, чтобы следить за выходом в свет своей поэмы «Амадиджи» (итал. Amadigi); его сын последовал за ним. Вероятно, именно в Венеции, когда ему ещё не было и 16 лет, ему в руки попала поэма о первом крестовом походе и Ринальдо. Книга об Иерусалиме (сохранённая в Ватиканском городском кодексе 413) была написана по совету Джованни Марии Вердизотти и Данезе Каттанео, двух посредственных поэтов, которых он часто посещал в то время и которые уже заметили в Тассо выдающийся талант.

## Университетский период
В ноябре 1560 года Торквато по отцовской воле поступил на юридический факультет Падуанского университета, будучи рекомендован Спероне Сперони, чей дом он посещал чаще, чем университетские классы, и был очарован его обширной эрудицией. Тассо настолько не любил юриспруденцию, что больше стремился заниматься поэтическим творчеством, нежели изучать право. После первого года обучения он получил от отца согласие посещать курсы философии и красноречия выдающихся профессоров, среди которых отдельно стоит имя Карла Сигония, который будет оставаться моделью для всех теоретических работ Тассо — и главной среди них, Рассуждениях о поэтическом искусстве, где также отмечается и влияние Сперони; а также он познакомил его с Поэтикой Аристотеля.
Именно в это время случается первая влюбленность Тассо, уже очень чувствительного и мечтательного молодого человека. Отец был представлен ко двору кардинала Луиджи д’Эсте, и в сентябре 1561 года он отправился с сыном на знакомство с семьёй своего покровителя. Здесь Торквато и познакомился с Лукрецией Бендидио, леди Элеоноры д’Эсте и сестрой Луиджи.
Пятнадцатилетняя Лукреция была очень красива и превосходно пела, хотя и была довольно легкомысленна. Заметив интерес девушки, Тассо стал посвящать ей стихотворения в духе Петрарки, однако вскоре ему пришлось вернуться к реальности, так как в феврале 1562 года он обнаружил, что девушка обручена с графом Бальдассарре Маккиавелли. Он не сдавался, продолжая воспевать её в стихах, однако после её свадьбы стал предаваться обидам и разочарованиям.
Тем временем окружение начало подмечать литературный талант Тассино (так его называли, чтобы отличать от отца), и в 1561 и 1562 годах ему было поручено написать стихи для похорон. После того как из них составили два сборника, они стали первыми стихотворными трудами, опубликованными Торквато.
В это время Торквато задумывает и за 10 месяцев сочиняет поэму «Ринальдо», посвящённую Луиджи д’Эсте. В поэме рисуется идеальный рыцарь, руководимый честолюбием и любовью к даме. Материал был взят Тассо из классических авторов; встречаются прямые заимствования из Вергилия и Ливия. Рыцарский эпос был напечатан в Венеции в 1562 году, способствовав славе имени Тассо, которому в то время было всего 18 лет. На досуге Торквато внимательно изучал Платона и Аристотеля, занимался Данте и писал комментарии к «Божественной Комедии». Тем временем отец поставил его на службу к знатному Аннибале ди Капуа в 1561 году, и герцог Урбино предоставил ему стипендию в размере 50 крон в год для продолжения обучения в университете. В 1563-начале 1564 года Торквато продолжил обучение в Болонье, но был вынужден покинуть город из-за обвинения в сочинении направленных против соучеников и профессоров сатир. Он был исключён и лишён финансового обеспечения и принуждён вернуться в Падую, где смог воспользоваться гостеприимством Шипионе Гонзага, предоставившего ему всё необходимое для продолжения обучения.
Среди учителей Тассо был известный философ Франческо Пикколомини, а также Федерико Пендасио. В доме принца Гонзага была недавно основана Академия Этереи, одним из членов которой и был избран Тассо и в стенах которой он выступал, читая стихи. В этой Академии встречались последователи Сперони, стремившиеся к совершенству формы без нагнетания искусственности. Тассо вошёл в состав членов академии под именем Пентито (Pentito, покаянный) и прочёл множество стихов, в том числе написанных для Лукреции Бендидио, а также для женщины, опознаваемой под именем Лауры Пеперара, в которую он влюбился летом 1564 (или 1563) года в Мантуе, воссоединившись с отцом, который между тем поступил на службу к герцогу Гульельмо Гонзага. Изящность манер молодой женщины сразу же заставила его позабыть о недавних любовных терзаниях по Лукреции Бендидио. Тогда дух Петрарки возродился в лирике влюблённого юноши. Однако в следующем году, увидев её снова, он был разочарован, и, продолжая воспевать её, вскоре он должен был смириться со второй неудачей. Однако недавние исследования считают 1563 год годом рождения Пеперары, и в таком случае совершенно невозможно, чтобы она была второй музой Тассо.
Два сборника любовных стихотворений частично попали в «Rime degli Accademici Eterei» (Стихи Академии Этереи), напечатанные в Падуе в 1567 году, вместе с написанными в первый год жизни в Ферраре. Кроме того, Тассо был связан и с Академией Воспламенённых (Accademia degli Infiammati).

## В Ферраре
Окончил университет летом 1565 года и по приглашению кардинала Луиджи Д’Эсте (брата герцога Феррарского) прибыл в Феррару ради брака герцога Альфонсо II д’Эсте с Барбарой Австрийской. В это время он находился на службе Кардинала, ему были предоставлены комната и питание, а уже с 1572 года он будет состоять на службе у самого герцога. Первые десять лет в Ферраре были самым счастливым периодом жизни Тассо, когда поэт ценился дамами и джентльменами за свой поэтический дар и светское изящество. Он был благосклонно принят при дворе герцога Альфонса II Феррарского: его учёность и поэтический талант придавали новый блеск двору. На первых порах Тассо был ослеплён и очарован феррарским двором. Кардинал предоставил Тассо возможность заниматься только поэтической деятельностью, и, таким образом, поэт смог продолжить большую поэму. Особенно напряжёнными были его отношения с двумя сестрами герцога, Лукрецией и Элеонорой. Особенно ценили его придворные дамы, во главе которых стояли Марфиза д’Эсте и сёстры герцога — Лукреция и Элеонора, с которыми у Тассо были достаточно напряжённые отношения. Первая была сводолюбива, была воплощённая бодрость и жизненная сила, вторая же — больная и немощная — бежала мирской жизни и вела уединённое существование. Хотя Тассо привлекали они обе, и даже если можно подтвердить гипотезу о его романе с Элеонорой, исследователи творчества Тассо приходят к выводу, что отношения не зашли дальше сильной симпатии.; существование любовных отношений утверждает Анджело де Губернатис.
При дворе Тассо познакомился с известными литераторами, включая Б. Гварини и Дж. Пинью и других интеллектуалов того времени. В этот период он продолжил заниматься поэмой о Первом крестовом походе, дав ей название Готтифредо. К 1566 году он сочинил 6 песен, а в последующие годы приумножил их количество. В 1568 году он опубликовал «Размышления о трёх песнях М.Д.Б. Пинья» (Considerazioni sopra tre canzoni di M. G. B. Pigna), в которых проявляется платоническая и стильновистская концепция любви Тассо, с рядом замечаний, которые привели его к признанию божественного во всём прекрасном и к определению даже чисто физической любви как сверхъестественного начала. Эти идеи были подтверждены в 50 «Любовных заключениях», опубликованных 2 года спустя. Он также сочинил 4 «Рассуждения о поэтическом искусстве, а в особенности о героической поэме» (Discorsi dell’arte Poetica e in particolare sopra il poema eroico), хотя они и увидели свет лишь в 1587 году в Венеции. В октябре 1570 года он уехал во Францию вслед за кардиналом и, опасаясь, что в долгом и опасном путешествии с ним может приключиться несчастье, он пожелал надиктовать свою волю другу Эрколе Рондинелли, прося издать любовные сонеты и мадригалы, уточняя при этом что «остальные, будь то любовные или другие, что я сочинил ради службы некоторому другу, я желаю оставить похороненными вместе со мной», за исключением Or che l’aura mia dolce altrove spira. В отношении Готтифредо, он заявляет, что хочет опубликовать «шесть последних песен, а из первых двух только те станцы, которые будут признаны менее дурными», что доказывает возросшее как минимум до восьми количество песен. Между тем в этом же 1570 году Лукреция д’Эсте вышла замуж за Франческо Марию II Делла Ровере, сокурсника Торквато во время его урбинского периода.
Путешествие по ту сторону Альп продлилось 6 месяцев, но, поскольку Людовик предоставил поэту мало денег, тот провёл французский период по сути в тени, и единственной честью была встреча с Екатериной Медичи, женой Генриха II. Вернувшись в Феррару, 12 апреля 1571 года он решил оставить свиту кардинала. Во Франции Тассо познакомился с Пьером Ронсаром; однако уже в марте следующего года из-за материальных затруднений своего покровителя покинул Париж. Решив, что ему больше повезёт с Ипполитом II д’Эсте, он отправился в Рим. Однако кардинал Виллы д’Эсте также разочаровал его, и Тассо решил отправиться на север полуострова, некоторое время в гостях у Лукреции и Франческо в Урбино, прежде чем он в мае 1572 года поступает на службу к Альфонсо II.
Не переставая работать над своим главным произведением, он также занимается театром: так, в 1573 году Тассо написал пасторальную драму «Аминта», одно из самых известных его сочинений, понравившееся придворному вкусу XVI в. Предположительно, драма была поставлена 31 июля 1573 года на острове Бельведер, где была одним из «удовольствий» (delizie) при дворе д’Эсте, она имел большой успех, и в следующем году о постановке попросила и Лукреция д’Эсте в Урбино. Пребывая в эйфории от успеха, в том же 1573 году Тассо начал писать трагедию Galealto re di Norway, но отказался от задумки в начале второго акта, но вернулся к нему гораздо позже, превратив пьесу в Re Torrismondo.

## Шедевр Тассо
Главной работой поэта оставалась эпическая поэма, для которой автор ещё не придумал названия. В ноябре 1574 года работа была практически завершена, имея в виду его слова о том, что «в августе я начал последнюю песнь», однако о полном окончании работы над текстом он скажет только 6 апреля 1575 г. в письме кардиналу Джован Джироламо Альбано: «Да будет известно Вашей светлости, что […] теперь я по милости Божией весьма здоров, и после долгих бдений я, наконец, довёл поэму о Гоффреде до конца». После завершения работы посетил Рим по случаю юбилейного года. На протяжении всего 1576 года усердно, порой мучительно работал над усовершенствованием поэмы. После завершения большой поэмы в 1575 году, у Тассо начался период неврозов и ужаса от завершения сочинения, которое не понравилось инквизиции, находившейся тогда в фазе крайней жесткости (Трентский собор завершится через 12 лет). Беспокойство поэта видно из письма: «Здесь ходит этот благословенный слух о бесконечных запретах поэтов: хотел бы я знать, есть ли в этом хоть что-либо от правды».
Тассо представил текст на суд пяти авторитетных римских деятелей, чтобы получить гарантию действительных советов относительно эстетики и морали, сам же он был невротически неудовлетворён собственными эстетическими решениями, однако, по-видимому, преимущественно он был озабочен религиозными вопросами. В эту пятёрку входили магистр и учёный Спероне Сперони, принц и кардинал Шипионе Гонзага, кардинал Сильвио Антониано, поэт Пьер Анджело Барджео и учёный эллинист Фламинио де Нобили. Торквато отчасти разделял советы прославленных литераторов, обративших к нему свою критику, но иногда резко отвергал их. Результатом стали практически ежедневные послания, показывающие, что автор поэмы был глубоко обеспокоен и постоянно нуждался в доказательстве (и прежде всего самому себе) того, что он не нарушает принципов поэтики, а тем более оснований веры.
Одержимый внесением изменений в текст, он пребывал в постоянных противоречиях и до такой степени не знал, что ему делать, что в октябре он написал Гонзага: «Возможно, что именно этой конкретной истории о Гоффредо подобала иная форма; и, возможно, мне тоже не доставало должного внимания из-за суровости настоящего времени […] И клянусь вам, что если бы условия моего состояния не принуждали меня к этому, я не напечатал бы своей поэмы ни столь спешно, ни даже и ни в каком [будущем] году, а может быть и в целой жизни моей; я сильно сомневаюсь в его успехе». И даже не восторженное восхищение Лукреции д’Эсте, которой он читал эту поэму каждый день «много часов in secretis», ни осознание того, с каким огромным удовольствием читалось это произведение, не могли уменьшить его тревог.
В 1576 году он написал «Аллегорию», при помощи которой он пересмотрел всю поэму в аллегорическом ключе, пытаясь освободиться от возможных обвинений в безнравственности. Но и этого было недостаточно: его религиозные сомнения приняли форму настоящей мании преследования. Чтобы испытать свою ортодоксальность в христианской вере, он достаточно спонтанно предстал перед судом феррарской инквизиции, получив два оправдательных приговора в 1575 и 1577 годах.

## Невзгоды при дворе д’Эсте
Две прекрасные дамы, приехавшие ко двору в 1575 году и остававшиеся с герцогом вплоть до следующего года, были приятным досугом — быть может, последним для Тассо — среди множества забот. Это были сальская графиня Барбара Сансеверино и скандианская графиня Леонора Санвитале, для них он радостно сочинял любовные поэмы, которые, как и в случае с Лукрецией и Леонорой д’Эсте, подчинялись условностям жанра и не обнаруживали ничего, кроме искренней дружбы.
Но Тассо испытывал утомление и мечтал отправиться во Флоренцию, ко двору Медичи. Не очень ясно, почему он захотел покинуть Феррару, однако приводились разные причины. «То, что я очень хочу изменить страну и что я намерен это сделать, может быть совершенно ясно само по себе любому, кто принимает во внимание особенности моего состояния», — писал он Шипионе Гонзага.
«Особенности моего состояния» могут обозначать материальное состояние, ведь Тассо получал от герцога всего 58 маркизских лир в месяц, что прибавлялось к ста пятидесяти, получаемым за работу лектором в университете (должность, которую он занимал только по праздникам), совокупно это не слишком большая цифра, которая видному поэту должна была казаться жёсткой, хотя бы даже из чувства собственного достоинства, если не брать во внимание причины банальной жадности. Впрочем, это выражение у Тассо может иметь и нравственно-психологический оттенок: при дворе Эсте с ним произошли неприятные эпизоды. В 1576 году Торквато поссорился с придворным Эрколе Фуччи. Будучи спровоцирован, он ударил Фуччи, который в ответ несколько раз ударил его дубинкой. Слуга также сообщил Тассо, что во время его отсутствия другой придворный, Асканио Джиральдини, взломал дверь его комнаты и пытался украсть несколько его рукописей. Тассо также удалось выследить его и получить признание вины, о чём свидетельствует другое письмо Гонзага, где выдвигаются гипотезы о других заговорах, вынашиваемых за его спиной, хотя даже «я не могу быть уверен». Однако религиозные сомнения поэта ускорили разрыв отношений с герцогом и двором. В апреле 1577 года Тассо обвинил себя перед феррарской инквизицией (после самообвинения перед Болонским судом, произошедшим 2 годами ранее), во время которого он нападал и на влиятельных придворных. Вследствие этого они попытались заставить поэта отказаться от намерения подтвердить свои показания на последующих допросах, подвергнув его телесным наказаниям, которые не изменили решения Тассо, который ещё дважды представал перед инквизитором.
Обвинения Тассо были направлены, в частности, против Монтекатини, герцогского секретаря. Поскольку Торквато хотел дать показания перед Капитолийским трибуналом, то феррарский инквизитор, понимая, что подобное действие может поставить под угрозу отношения со Святым Престолом, жизненно важные для семейства д’Эсте, немедленно сообщил об этом герцогу письмом от 7 июня. Герцог Альфонсо организовал наблюдение за поэтом, а 17 июня Тассо, полагая, что за ним шпионит слуга, бросил в него нож. 

### Начало болезни
Тассо оставался в тюрьме Замка д’Эсте до 11 июля, когда Альфонсо освободил его и принял его на курорте Бельригуардо, где тот оставался в течение нескольких дней, а затем был отправлен обратно в Феррару и передан монахам монастыря Святого Франциска. Тогда поэт стал умолять кардиналов римской инквизиции избавить его от невыносимого положения и найти ему пристанище в черте города, и в то же время он жаловался Шипионе Гонзага на то, как с ним обращаются, однако через несколько дней он вновь оказался в тюрьме Замка. Поэтому он попробовал иной путь, тщетно прося прощения у своего господина.
Тассо был подавлен из-за правок Освобождённого Иерусалима, и письма того периода раскрывают его беспокойную и взволнованную душу, нередко занятую критикой желавших видеть в нем нарождавшееся безумие. Критики так и не смогли прийти к единому мнению до какой степени мании преследования и ментальная неустойчивость овладели им, и в какой мере некоторые проявления поэта, сохраняющего практически полную ясность в письмах, послужили предлогом для маргинализации человека, внезапно сделавшегося опасным.
Тем временем его заточение в Замке д’Эсте не прекращалось, и ему оставалось только бежать: в ночь с 26 на 27 июля он переоделся крестьянином и сбежал в поля. Достигнув Болоньи, он продолжил свой путь до Сорренто, где, всё ещё переодетый и физически обессилевший, он отправился к сестре и принёс ей весть о своей смерти, чтобы увидеть её реакцию, и, раскрыв себя только после этого, он увидел по-настоящему болезненную реакцию этой девушки. Он оставался в Сорренто в течение нескольких месяцев, однако, желая вновь быть частью придворной жизни, приказал Корнелии отправить прошение герцогу, датированное 4 декабря 1577 года с просьбой о восстановлении при дворе.
В апреле 1578 года он вернулся в Феррару, но через 3 месяца вновь оказался в бегах: Мантуя, Падуя, Венеция. Отправившись в Пезаро, он отправил Альфонсо письмо из Каттолики, где попытался объяснить причины своего ухода, которые даже в непосредственном свидетельстве Тассо остаются загадочными: «Сейчас я сдаюсь. чтобы не соглашаться с тем, с чем не должно соглашаться человеку, совершающему некоторую защиту чести или носящему в душе какой бы то ни было дух благородства» (ora me ne dono partito. per non consentire a quello, a che non dee consentire uomo, che faccia alcuna professione d’onore, o ch’abbia nell’animo alcuno spirito di nobiltà). В том же месяце слова Маффио Веньера — с которым он повстречался в Венеции — словно бы снимают все подозрения в безумии: «Хотя можно сказать, что он не обладает здравым рассудком, но выказывает скорее скорбь, нежели безумие».
Даже переписка с Франческо Марией Делла Ровере, предположительно, выказывает скорее страдающую и взволнованную личность, нежели сумасшествие. Лейтмотивом их переписки является скорбь. Скорбь и боль превращается в poiesis, в творческое вдохновение. Именно в этот период и были написаны стихи неоконченной поэмы «К Метавру» (Al Metauro), одной из самых цитируемых и известных в творчестве Тассо. Здесь, вспоминания о своей жизни sub specie doloris, он делится памятью о своих страданиях и о смерти родителей. Поэт — и конкретный, и метафорический изгнанник с самого детства, когда он был вынужден покидать родные места.
Тем временем он не переставал скитаться. Он прошёл участок от Урбино до Турина, но не смог бы войти в город — стражники не могли пустить его в таком опустившемся состоянии, — если бы Анджело Индженьери, друг Торквато, не узнал его и не помог ему войти. В Турине он воспользовался гостеприимством маркиза Филиппо д’Эсте, зятя герцога Савойского, а также наслаждался определённым жизненным спокойствием, которое и позволило ему сочинять стихи и начать три диалога: «Благородство», «Достоинство» и «Предшествование» (Precedenza).

### Пребывание в «Святой Анне»
М. Л. Андреев так описал события, развивавшиеся во время болезни Тассо:
«…К середине 70-х годов у него стали обнаруживаться всё более явные признаки мании преследования: болезненная подозрительность, переходящая в навязчивые страхи и разрешившаяся в один июньский день 1577 г. приступом безумия — на глазах Лукреции Д’Эсте он напал с ножом на слугу. Подвергнутый аресту в герцогском дворце, он в ночь на 27 июля бежал, переодешись в чужое платье, и отправился через всю Италию в Сорренто, к сестре, где, не доверяя ей, также поначалу выдавал себя за другого. Но и здесь, даже убедившись в родственной преданности Корнелии, он долго не задержался, и следующие полтора года прошли в метаниях между Римом, Мантуей, Венецией, Пезаро, Турином, пока в феврале 1579 г. он вновь не оказался в Ферраре в канун бракосочетания герцога и Маргариты Гонзага. В разгар свадебных торжеств, 11 марта, в день его тридцатипятилетия, им вновь овладело безумие, он обрушился с угрозами на придворных и был отправлен не в тюрьму даже, а в лечебницу, где его как буйнопомешанного посадили на цепь»
 После новых раскаяний и новой ностальгии по феррарскому двору поэт вновь начал стремиться вернуться в герцогский город, полагаясь на заступничество кардинала Альбано и Маурицио Катанео, и вот он, наконец, вернулся в столицу дома д’Эсте между 21 и 22 февраля, как раз ко времени приготовления третьей свадьбы Альфонсо с Маргаритой Гонзага, дочерью Гульельмо, герцога Мантуи. Его принимал у себя Луиджи д’Эсте, но уже никто не обратил на него никакого внимания: «Ныне сообщаю вам, что здесь я обнаружил трудности, которые вы мне описывали, не решаемые ни милостью сиятельнейшего монсеньора, ни любой человечностью, которую я только умел использовать», — написал он Маурицио Катанео 24 февраля. В письме кардиналу Альбано от 12 марта Тассо просит хотя бы вернуть ему прежнее жалованье.
Тут фортуна действует против Тассо: «позавчера бедняга Тассо был отправлен в Сант-Анну за дерзкое безумие, совершённое им с женщинами синьора Корнелио и которое он затем совершил с дамами Его Высочества, что, как мне поведали, было столь уродливо и бесчестно, что это не могло не побудить лорда-герцога на такое решение». Неясно, когда именно это произошло, даты расходятся между 11 и 12 марта, однако достоверно известно, что в последнюю дату поэт уже находился в заключении в тюрьме Святой Анны. Представляется несомненным, что оскорбительные слова, произнесённые в приступе гнева, были тогда адресованы непосредственно самому герцогу, и вполне вероятно, что это были серьёзные обвинения (возможно, опять-таки связанные с делом инквизиции), которые после публичного оглашения требовали немедленного принятия решения.
Затем герцог Альфонсо II запер Тассо в больнице Святой Анны, в знаменитой камере, позже названной «дель Тассо» (Камера Тассо), где он пребывал в течение 7 лет. Здесь к мании преследования прибавились и самоуничижительные наклонности.
В больнице Святой Анны поэт провёл семь лет, однако условия его содержания не всегда были одинаково суровыми. Начиная с 1580 года ему было разрешено несколько раз выходить на улицу и принимать посетителей, в ноябре 1582 года питание улучшилось, а с 1583 года он уже мог покидать «Святую Анну» несколько раз в неделю, «в сопровождении джентльменов, и иногда его также приводили ко двору». Однако обращение с ним оставалось очень суровым и по прошествии столетий кажется страшно несоразмерным, если причина сводилась к его безумию или к личным обидам.
Временами его вывозили за город и, по-видимому, иногда ему дозволялось прогуливаться по улице, что делает вполне вероятной встречу Тассо с Мишелем Монтенем, находившимся в Ферраре в ноябре 1580 года. В «Опытах» содержится упоминание о жалком состоянии великого итальянского поэта; при этом, однако, в своём путевом дневнике Монтень обходит эту (гипотетическую) встречу молчанием.
Тассо страдал психическими расстройствами. Показательным в этом отношении является письмо о помощи, отправленное 28 июня 1583 года известному врачу из Форли Джироламо Меркуриале. Здесь можно обнаружить перечень и описание недугов, постигших поэта: «расстройство кишечника, небольшие приливания крови; звон в ушах и в голове, […] постоянное воображение различных вещей, всегда неприятных: это беспокоит меня столь сильно, что я не могу ни чем заниматься в течение одной шестнадцатой части часа»; недуги доходили до ощущения, что неодушевлённые предметы начинают разговаривать. Все эти страдания лишили его возможности сочинять.
«Тассо не был просто меланхоликом, однако время от времени его поражали эксцессы мании, представлявшие опасность как для него, так и для других»; хотя они проявлялись по-настоящему, однако они не оправдывают ни тезис о сумасшествии, ни необходимость отстранения Тассо от двора на столь длительный срок. Таким образом, по всей видимости, главная причина должна была быть связана с попытками обращения Тассо к римской инквизиции, а тюремное заключение было единственным способом избежать компрометации отношений с Папской областью.
После «пиратского» и сокращённого венецианского издания Челио Малеспини (лето 1580 г.), в 1581 г., ещё во время заключения, были без его разрешения опубликованы два издания поэмы, вариант, созданный им в 15 лет. Название Gerusalemme liberata было выбрано редактором этих последних версий Анджело Индженьери без одобрения автора. Это сочинение имело большой успех.
Поскольку даже отпечатки Индженьери имели недостатки, а Иерусалим к тому времени стал общественным достоянием, необходимо было подготовить наилучшую возможную версию, однако для этого необходимо было разрешение и сотрудничество с Тассо. Таким образом, хотя и неохотно, но поэт дал своё согласие Фебо Бонна, который и выпустил на свет Освобождённый Иерусалим 24 июня 1581 г. в Ферраре, сделав исправления через несколько месяцев.
Эти редакционные перипетии огорчили Тассо, желавшего приложить руку к поэме, чтобы привести её в соответствие со своей волей. За ожесточением по поводу публикаций вскоре последовало ожесточение, вызванное полемикой с недавно основанной Accademia della Crusca. На самом деле причиной обличительной речи не был ни поэт, ни Академия. Её происхождение следует искать в диалоге Каррафа или об истинной эпической поэме, которую капуанский поэт Камилло Пеллегрино напечатал у флорентийского издателя Сермартелли в начале ноября 1584 г. В диалоге Тассо превозносится наряду со своим творчеством как защитник эпической поэзии, верной аристотелевским диктатам, тогда как Ариосто резко осуждается из-за лёгкости, чрезмерной изобретательности и излишней рассеяности, которыми полна поэма Неистовый Роланд.
Текст вызвал реакцию Академии, которая в феврале следующего года ответила Защитой Неистового Роланда Академии делла Круска, критикуя Тассо и вместо этого высоко превознося «совершеннейший образец дворца, великолепнейшего, богатейшего и наряднейшего», которым был Неистовый Роланд. Защита была по сути созданием Леонардо Сальвиати и Бастиано де Росси. Тассо решил выйти на поле боя с «Апологией в защиту Освобождённого Иерусалима», опубликованной в Ферраре 20 июля. Утверждая необходимость инвенции, основывающейся на истории, поэт выступил против мнения поборников флорентийского просторечия и отверг обвинения в лексике, полной варваризмов и неясностей.
Споры продолжились: в сентябре Сальвиати ответил Ответом на «Апологию» Торквато Тассо (текст, также известный под названием Infarinato primo), за которым последовала новая брошюра Пеллегрино и «Рассуждение» нашего автора, после чего — если исключить сочинение Сальвиати Infarinato secondo (1588) — на какое-то время всё затихло, но ссоры между приверженцами Ариосто и Тассо продолжались до следующего века и были одними из наиболее горячих в истории итальянской литературы.
Во время своего заключения Тассо в основном сочинял речи и диалоги: в числе первых — «О ревности» (уже составленный в 1577 г., но опубликованный в 1585 г.), «О взаимной любви между отцом и сыном» (1581 г.), "О героической добродетели и о милосердии (1583 г.), О девической и женской добродетели (1583 г.), Об искусстве диалога (1586 г.), Секретарь (1587 г.), к которым следует добавить Рассуждение о мятеже, родившемся во французском королевстве в 1585 г. (составлен в 1585 г., опубликован только в 1817 г.) и Договор о Достоинстве, начатый уже в Турине, как мы видели.
Эти произведения развивают нравственные, психологические или религиозные темы. Христианская добродетель провозглашается стоящей выше благородной героической добродетели, утверждается общее происхождение любви и ревности, оцениваются конкретные женские таланты, и всё это сопровождается рассказом о личных переживаниях, обосновывающих мнение автора. Также рассматриваются и политические вопросы, особенно в Секретаре, разделённом на 2 части, первая из которых посвящена Чезаре д’Эсте, вторая Антонио Костантини. Здесь, описывая идеального государя, определяются некоторые характеристики: милосердие (очевидна отсылка к собственному положению), необходимость быть философом, и, конечно, правитель должен быть «благородным человеком, вере и знаниям которого можно доверить состояние, жизнь и честь».
В 1586 году некоторые признаки намекали на ослабшую ненависть к Тассо. Перед его заключением в марте 1577 года, в Комаккьо в присутствии двора была разыграна комедия из Тассо. Теперь Вирджиния Медичи хотела усовершенствовать и дополнить этот текст для постановки во время празднования её свадьбы с Чезаре д’Эсте. Тассо приступил к работе и удовлетворил её просьбу. Затем произведение было опубликовано в 1603 г. и получило название — Gli intrichi d’amore — от Перини, одного из актёров Академии Капраролы, поставившего комедию в 1598 году.
Произведение, полное любовных приключений и аллюзий по обычаю того времени, изощрённо и неправдоподобно, но в нём нет недостатка в живых страницах и эпизодах, вдохновлённых Аминтой. Также можно видеть и некоторые элементы, которые войдут в комедию дель арте: персонаж неаполитанца, говорящего на диалекте, «углубляющегося в сардельские шутки», напоминает будущую маску Пульчинеллы. Критики были совершенно единодушны в том, что считали его несчастным, педантичным и поверхностным, по мнению Франческо Д’Овидио.

## После заточения: разочарования, страдания, скитания
13 июля 1586 года его заключение закончилось: друг Тассо Винченцо Гонзага отвёз поэта в Мантую, где тот мог относительно спокойно работать. Тассо должен был оставаться с сыном Гульельмо Гонзага лишь на короткое время, но на самом деле поэт так и не вернулся в Феррару, а остался с Винченцо, в той среде, где он и познакомился с Асканио де Мори из Чено, став его другом.
В Мантуе Тассо вновь принялся за «Галеальта, царя Норвегии», трагедию, прерванную им на второй сцене II акта и которая к тому времени вышла в 1582 г., и превратил её в «Короля Торрисмондо», включив в неё написанное ранее в первых двух актах, но изменив названия и переходя к составлению последующих трёх актов для образования 5 канонических актов. Приехав в августе в Бергамо и встретившись с друзьями и родственниками, он тут же принялся печатать трагедию, и это произведение вышло с посвящением Винченцо Гонзага, новому Герцогу Мантуи.
В любом случае его жизнь была «жизнью под надзором», и события осени 1587 года ясно это демонстрируют. Вернувшись в Мантую, разочарованный и обеспокоенный возможным приездом Альфонсо, Тассо отправился в Болонью и Рим, не спросив разрешения у Гонзага, и этот последний, под давлением герцога Феррарского всячески пытался вернуть его.
Антонио Костантини, самозваный друг поэта, у которого первое место занимали амбиции при мантуанском дворе, а главной целью было добиться почёта, а также Шипионе Гонзага внезапно активизировались, однако Торквато понял ситуацию и отказался вернуться, сделав невозможными любые попытки возвращения. Папа бы никогда не допустил вмешательства, чтобы Тассо силой вернули в герцогство Мантуанское. Тот факт, что никто не помешал поездке в Бергамо во время всеобщей решимости выселить поэта из города, это указание, по-видимому, ещё более снижающее значение мнимого безумия Торквато. Во время путешествия Тассо проезжал через Лорето, зайдя помолиться в святилище, и там он замыслил гимн «Славной Деве» (a la gloriosa Vergine), который лексически чем-то напоминает «Канцону Деве» Петрарки, однако восхваления и мольбы здесь ещё сильнее переплетаются с трудом и страданием.
Торквато был в Риме осенью 1587 года и до следующей весны. Неугомонность снова вернулась к нему: в письмах читаются его просьбы о деньгах и жалобы на состояние здоровья. Поэт теперь разочарован и всё меньше полагается на возможность того, что другие люди ему помогут. Как он писал сестре в письме от 14 ноября, люди «хотели не вылечить, но сгубить меня». Однако Тассо терпит материальную нужду и продолжает самоуничижаться, сочиняя хвалебные стихи Шипиону Гонзага, ставшему кардиналом, так ничего и не добившись. Даже надежда быть принятым папой Сикстом V не оправдалась, несмотря на похвалы, адресованные Тассо понтифику в различных стихотворениях, объединённых вместе с другими того периода в небольшом томе 1589 года, напечатанном в Венеции.
Поскольку пребывание в Риме оказалось бесполезно, странствующий поэт решил, что ему больше повезёт в любимом Неаполе. Так, в начале апреля 1588 года Тассо вернулся в свой город с твёрдым намерением урегулировать судебные иски против родственников. Хотя он и мог рассчитывать на друзей и родственников, а также на высокопоставленных неаполитанских знакомых, включая Карафа (или Каррафа) из Ночеры, Джезуальдо Караччоло из Авеллино, Мансо, он предпочёл воспользоваться гостеприимством монастыря монахов-оливетанцев. Здесь он повстречал самого близкого друга последних лет: Джован Баттиста Мансо, сеньора Бизачча и первого верного биографа автора по его смерти.
Дружелюбная атмосфера, уважение друзей и литераторов, а также удобства «красивого города, который является практически лекарством от моей боли», сумели на краткое время оживить несчастный рассудок Тассо. В качестве благодарности монахам он написал поэму, оставшуюся незаконченной, Монте Оливето, про монастырь, где некогда существовал монастырский комплекс, в котором в настоящее время находились казармы карабинеров (церковь Сант-Анна-деи-Ломбарди). Это сочинение представляло собой хвалебное изложение основных экзистенциальных этапов и главных добродетелей Бернардо Толомеи, основателя Конгрегации, оно было очень сильно переплетено с христианским духом, так как сурово призывало к трезвой жизни, вдали от мирской суеты. Посвящённое кардиналу Антонио Карафа, сочинение заканчивалось на 102 октаве.
Подобно Королю Торрисмондо и большей части последних постановок Тассе, «Монте Оливето» не получила признания критиков. Гвидо Маццони видел в ней скорее проповедь, чем поэму, а Эудженио Донадони использовал почти те же слова, что он использовал для критики Торрисмондо: это «сочинение уже не поэта, но литератора, пытающегося придать форму и эпический тон условному житию святого». Как и в случае со скандинавской трагедией, переоценка возникла после анализа Луиджи Тонелли и ряда более поздних учёных.
В любом случае этот неаполитанский период также оказался проблематичным для Тассо из-за неустойчивого состояния его здоровья и из-за экономических трудностей, к которым прибавились и новые литературные и религиозные споры об Освобождённом Иерусалиме. Переехав в Бизачча, Тассо смог пережить период большего спокойствия. Мансо вспоминает любопытный эпизод: когда он сидел со своим другом перед огнем, тот сказал, что видел «Дух, с которым он вступал в такие великие и чудесные собеседования о высоких вещах, содержавшихся в них, и я, в некотором роде не привыкший к разговору [на такие темы], пребывал в новом оцепенении, не смея прервать его». В конце видения Мансо признался, что ничего не увидел, однако поэт обратился к нему с улыбкой: «Ты видел гораздо больше, чем может быть… И тут он замолк». Учитывая редкие галлюцинаторные проявления, о которых у нас есть сообщения (можно припомнить описанные в 1580 г. в диалоге «Посланник», где котором описывается влюблённый дух, возникающий перед Тассо в образе мальчика с голубыми глазами, подобными тем, которыми Гомер одарил афинскую богиню), ответ Тассо приобретает явно двусмысленное значение, и нельзя исключать, что он хотел проверить Мансо, чтобы убедиться, что и тот не считает его «сумасшедшим».
В декабре он вернулся в Рим, куда прибыл с надеждой, что его примет Папа в Ватикане, поверив иллюзорным мнениям ряда друзей. Вместо этого Тассо принял Шипионе Гонзага, и поэт вновь почувствовал себя «более несчастным, чем когда-либо». Снова началась рутина: просьбы о помощи направо и налево, с целью получить обещанные ему 100 скуди за печатание его сочинений: «Я хотел бы во что бы то ни стало найти эти 100 дукатов, чтобы начать печать, будучи твёрдо убеждён, что столь большой объём был бы оплачен гораздо лучше», — писал он Антонио Костантини. Получатели писем были самые разные люди: принц Мольфетты, Костантини, герцог Мантуи Винченцо Гонзага, издатели. Поэт в сотый раз унизился ещё и перед Альфонсо, у которого вновь просил прощения, пока великий герцог Тосканы Фердинандо I просил заступничества кардинала Дель Монте, того самого, который возьмёт под своё поручительство Караваджо. Однако все надежды рухнули.
В то же время письма к врачам также стали более частыми. Однако среди стольких разочарований и стольких страданий его творческий источник не иссякал: в дополнение к собранию Стихов в трёх томах и комментария к ним, Тассо также сочинил пастораль, включавшую в себя, хотя и только по имени, элементы из Аминты. Это «Костёр Коринны» (Il rogo di Corinna), посвящённый Фабио Орсино. Первая публикация произведения была посмертной (1608).
Хотя Грациозо Грациози, агент урбинского герцога, рассказал господину о прекрасном обращении кардинала Гонзага с Тассо, он указал и на физические и умственные дефекты Торквато, лишавшие его возраст «величайшей изобретательности, способной производить многое из прошлого». Однако следует с осторожностью относиться как к первому, так и второму утверждению. Если «бедный синьор Тассо действительно достоин большой жалости из-за несчастья своей судьбы», как о том читаем в письме Грациози 2 недели спустя, тогда почему же он злобно гонит поэта, пока Шипионе Гонзага не было рядом и вынуждает его вновь оказаться в положении нуждающегося в помощи? На помощь Тассо пришли монахи Конгрегации Толомео, которые приняли его в монастырь Санта-Мария-Нуова-дельи-Оливетани.

### Последние годы
Последние годы Тассо не были годами покоя: его душевные страдания снова усилились, несомненно, вследствие новых разочарований, проистекающих из неудовлетворённых прошений о деньгах, из обязанности подчиняться сочинению стихов за плату, и поэт вынужденно был помещён в больницу Паццарелли, примыкавшую к церкви Святых Бартоломео и Алессандро деи Бергамаски, строительство которой только что завершилось. Боль отчётливо проявляется в письме, отправленном 1 декабря 1589 г. Антонио Костантини, который сделался его доверенным лицом.
В феврале он вернулся к Шипионе Гонзага, всё время жалуясь на низкое уважение к себе и всегда писал о своём несчастье. Тассо настаивал, чтобы его во Флоренции приветствовал (как и в прошлом) великий герцог Тосканский, и поэтому он с радостью принял приглашение Фердинандо Медичи. Он прибыл во Флоренцию в апреле, сначала в качестве гостя у жителей-Оливетян, а затем и у богатых и знатных граждан, среди которых были Паннуччи и Герарди. К душевному спокойствию, необходимому для редакции Освобождённого Иерусалима, прибавились и относительные экономические удобства (в обмен на хвалебные стихи): от великого герцога он получил 150 скуди, от Иоанна III Вентимилья, маркиза Герачи, по-видимому, 200 скуди.
Главной причина радости было другое, а именно о приближении самого желанного события для всех называвших себя поэтами: "Я всё думаю о своей коронации, которая для меня должна быть счастливее коронации принцев, потому что я не прошу себе иной короны". Коронации не было. Есть те, кто утверждает, что это письмо содержало лишь причудливую надежду Тассо, не имеющую никакой связи с действительностью. Однако уверенность, с которой ныне событие принимается как должное, говорит о том, что иллюзии Тассо имели под собой основание, а не были простой химерой его воображения.
Новое событие побудило его к ещё одному шагу: Папа Урбан VII сменил Сикста V, что внушило Тассо надежду снова полагаться на помощь папы. Тассо отправился в Рим, где его радушно встретили оливетанцы из Санта-Мария-дель-Пополо. Джованни Баттиста Кастанья умер через 13 дней после избрания, уступив место Григорию XIV. И на этот раз в письмах поэта засвидетельствовано чувство горькой неудачи: «Я потерял всякую опору; все друзья покинули меня, и все обещания были обмануты», — признался он Никколо дельи Одди со всё возрастающим огорчением.
Автор «Освобождённого Иерусалима» с каждым днём всё больше запутывается, его туда-сюда швыряют разные события, точно лодку посреди моря. Всё это отражает внутреннее состояние разочарованного, но в то же время всё ещё наивно готового доверять лживым обещаниям человека, это демонстрирует уже хроническую неустойчивость поэта. Правда, вера Тассо крепла всё больше, но сам факт, что он написал герцогу Мантуанскому о своём желании удалиться в монастырь, а через несколько дней ещё и принял его приглашение вернуться ко двору, является очевидным свидетельством беспокойной души.
Вернувшись в Минчио (март 1591 года), он был принят со всеми почестями и смог полностью посвятить себя литературной работе и, в частности, переработке своего шедевра. Письмо Маурицио Катанео от 4 июля сообщает, что поэт уже достаточно продвинулся; кроме того, из него становятся ясны детали редактуры: «я в конце предпоследней книги; а в последней мне понадобятся многие из строф, которые уже есть в печатных изданиях. Я желаю, чтобы репутация этой моей поэмы стихотворения, дополненной, иллюстрированной и почти что переработанной, обесценила другую поэму, получившую признание людей по безумию, а не моему суждению». Эти слова могут показаться не слишком удачными, однако они отражают всё более насущные религиозные сомнения.
Однако он сосредоточился не только на поэме: он собрал «Стихотворения» в 4 томах и с венецианским издателем Джолито обсуждал возможность напечатать все произведения (кроме «Иерусалима») в 6 книгах. К этому следует прибавить и новое сочинение, за которое он взялся, но оставил незаконченным. Генеалогия Дома Гонзага с посвящением Винченцо была прервана после 119 октав и опубликована лишь в 1666 г. среди сочинений, более не печатавшихся в римском издании Драгонделли. Небольшая поэма, конечно, отягощена сложными словами и именами, чересчур стихотворно нагружена. Среди источников Тассо были главным образом Чезаре Кампана, Семейные древа… главным образом Гонзага (Arbori delle Families… e principalmente della Gonzaga), изданная в Мантуе за год до этого, и История нашего времени (Historia sui temporis) Паоло Джовио, к которым и возводилась устная традиция, повествовавшая о битве при Таро.
Однако спокойствие было теперь воспоминанием о юности, и пребывание где бы то ни было делалось невыносимо спустя определённое количество месяцев. Так он спустился вниз по полуострову с намерением вновь добраться до Рима. Путешествие затруднялось и отягощалось тем, что Тассо несколько раз заболевал во время путешествия и был вынужден останавливаться в разных местах, в том числе и во Флоренции. Прибыв в Рим 5 декабря 1591 г., он нашёл гостеприимство у Маурицио Катанео. Несколько недель спустя он всё ещё находился на пути в Неаполь.
В этот момент неожиданно возникло место для некоторого света и настоящей удовлетворённости. Неаполитанская жизнь, продолжавшаяся с февраля до конца апреля 1592 года, не разочаровало ни с точки зрения приёма Тассо (а он был принят принцем Конка Маттео ди Капуа, а затем и Мансо с большими почестями и с любовью), ни в плане литературных проблем, ни в вопросах здоровья художника. В самом деле, благодаря «чистоте воздуха» Тассо стал чувствовать себя лучше и, следовательно, смог с большей пользой посвятить себя собственной деятельности. В эти месяцы он завершил «Завоёванный Иерусалим» и, опять-таки во время своего пребывания в Неаполе он приложил руку к последнему значительному произведению «Семь дней тварного мира» (Le sette giornate del Mondo creato).
Последние три года своей жизни он провёл главным образом в Риме: в апреле 1592 г. избрание Климента VIII на папский престол заставило его приехать в город, и здесь с ним обошлись гораздо лучше, нежели в недавнее время. На самом деле он смог остановиться во дворце племянников Папы, Пьетро и Чинцио Альдобрандини, собиравшихся стать кардиналами. Чинцио на самом деле станет настоящим покровителем в последний период жизни Тассо. Литературное творчество получило новые шпоры, и теперь он посвящал себя почти исключительно священным темам: он сочинил «Рассуждения о героической поэме» (Discorsi del Poema Eroico) и другие диалоги, латинские стихи и религиозные стихотворения. Опечаленный смертью Шипионе Гонзага, он посвятил ему в марте 1593 г. «Слёзы Девы Марии» и «Слёзы Иисуса Христа». Тем временем Тассо закончил переработку поэмы, и в том же 1593 г. Завоёванный Иерусалим увидел свет в Риме в издании Гульельмо Фаччиотти. Поэма «Завоёванный Иерусалим» выдержана в русле идеологических установок Контрреформации. По словам Н. Г. Елиной, в «Завоёванном Иерусалиме» «усилилась риторика и религиозная патетика; поэма стала монументальнее и тяжелее. Нарушилось равновесие между различными стилями, характерное для Освобожденного Иерусалима».
Есть также чёткие свидетельства того, что было намерение короновать Ставка в Капитолий, несмотря на то, что некоторые учёные упорно отрицали это и считали его изобретением поэта. «Г-н Торквато Тассо действительно достоин того, чтобы его прославили в те же времена, что редкость для его поэзии, и сам он равнодостоин великодушия г-на Чинцио Альдобрандини, чтобы воздвигнуть ему статую лауреата и тысячи иных церемоний и образов, которые, как говорится, видно будет сразу, и отвести ему место в Капитолии среди наидостойнейших и древнейших церемоний […]», пишет Маттео Паризетти в письме к Альфонсо II, датированное августом 1593 года.
В ноябре 1594 года получил от папы приглашение прибыть в Рим, чтобы его как великого поэта короновали на Капитолийском холме. Сам Тассо недвусмыслен в этом отношении: «Здесь, в Риме, они хотят увенчать меня лавром, — писал он великому герцогу Тосканскому 20 декабря 1594 года, — или иным листком». Однако, несмотря на то, что он по-прежнему нуждался в деньгах и продолжал просить их, поэт всё более отдалялся от мирских забот, а о суете и земных успехах заботился всё меньше. После Неаполя его здоровье снова ухудшалось, и Торквато стал понимать, что его конец уже не за горами. Ради этого он вернулся на склоны Везувия, для того чтобы скоро решить в свою пользу вопрос, связанный с его материнским наследством: результат был удовлетворительным, так как принц Авеллино согласился выплачивать ему 200 дукатов в год, к которым следовало бы добавить 100 дукатов в год, которые папа решил выдавать ему, начиная с февраля 1595 г.
Он оставался в Неаполе с июня по ноябрь 1594 года, он находился в бенедиктинском монастыре Сан-Северино, всё более посвящая себя монашеской жизни и по-прежнему увлекаясь агиографической литературой. Вероятно, в те месяцы, что он провёл с бенедиктинцами, Тассо и создал набросок незаконченного Жития святого Бенедикта. В конце года он вернулся в Рим.
Он сменил город в последний раз: конец был близок. Осознав окончательную немощь, которая больше не позволяла ему писать и исправлять, он чувствовал лишь одну, последнюю потребность, потребность «сбежать от мира». 1 апреля он вошёл в монастырь Сант-Онофрио-аль-Джаниколо (Святого Онуфрия на Яникульском холме), даже не озаботившись тем, что «Семь дней тварного мира» ещё не отредактированы. Всё поблекло перед важностью подготовки к смерти: «Что скажет мой синьор Антонио, услышав о смерти своего Тассо? И, на мой взгляд, новости не заставят себя долго ждать, ибо я чувствую, что нахожусь в конце своей жизни […] Мне уже не время говорить о своей упрямой судьбе, не поминая уже о неблагодарности мира». Всё потеряло значение перед сладостью «беседы сих преданных отцов», с которой и началась «моя беседа на небесах».
25 апреля, в «одиннадцатый час», Торквато Тассо скончался в монастыре Сант-Онофрио в возрасте 51 года. Это была мирная смерть, принятая со всеми утешениями таинств: «Смерть Тассо сопровождалась особой благодатью блаженного Божия, ибо в эти последние дни повторные исповеди, слёзы и духовные поучения, полные милосердия и суда, явили что он совершенно излечился от своего меланхолического настроения и что едва ли не сам дух поднес ему к носу ампулу его разума». Он был похоронен в церкви Сант-Онофрио-аль-Джаниколо.
У монастыря, у дороги, ещё виден ствол дуба, поддерживаемый металлической опорой. Согласно местной традиции, это так называемый дуб Тассо, то дерево, в тени которого поэт часто отдыхал.

## Влияние
Фигура Тассо немедленно сделалась популярной, в немалой степени благодаря его безумию. Ясность произведений, написанных в период заключения в больнице Святой Анны, распространила легенду, согласно которой поэт на самом деле не был сумасшедшим, а лишь был выдаваем за такового герцогом Альфонсо, желавшим наказать его за роман с его сестрой, посадив его в тюрьму (хотя гораздо более вероятно, что истинная причина заключения заключалась скорее в самообвинении поэта перед трибуналом инквизиции). Эта легенда быстро распространилась и сделала фигуру Тассо особенно популярным, вплоть до того, что вдохновила Гёте на создание драмы «Торквато Тассо» (1790).
В эпоху романтизма поэт стал символом конфликта между личностью и обществом, непонятого гения и преследуемого всеми, кто не способен понять его экстраординарный талант. В частности, Джакомо Леопарди, отправившись в Рим в пятницу, 15 февраля 1823 года, плакал над могилой Поэта в Сан Онофрио (комментируя в письме, что этот опыт был для него «первым и единственным удовольствием, испытанным в Риме»), он считал Торквато Тассо своим духовным братом, вспоминая его в многочисленных отрывках из своих сочинений и в «Диалоге о Торквато Тассо и его гении».
После романтизма внимание переместилось с персонажей «Освобождённого Иерусалима» на экзистенциальную драму, переживаемую её автором. В 1833 году, Якопо Ферретти написал мелодраму в трех действиях на слова Тассо и музыку Гаэтано Доницетти и впервые представил её в Театро Валле. «Миф» покорил и Ференца Листа: в 1849 году, когда апостол романтизма положил на музыку байроновскую оперу «Плач Тассо», дав жизнь симфонической поэме «Тассо. Плач и триумф».

В начале XX в. композитор из Катании Пьетро Моро сфокусировался на последних моментах жизни поэта в «Последних часах» Торквато Тассо, одноактной поэме на слова Джованни Прати (в редакции Рохобе Фого).

### Основные сочинения
- Поэма «Ринальдо» (1562).
- «Любовные стихотворения» (1581—1593).
- Пасторальная драма «Аминта» (1573, опубл. 1580).
- Трагедия «Король Торрисмондо» (в первом варианте «Галеальт король Норвегии», ок. 1574, переработана в годы пребывания в Св. Анне).
- Поэма «Освобождённый Иерусалим» (1559—1575).
- Сильно переработанная версия поэмы под названием «Завоёванный Иерусалим» (1593).
- Трактат «Рассуждение о поэтическом искусстве» (1587).
- Незавершённая поэма «Гора Оливето» (1588).
- Философская поэма «Сотворённый мир» (1592—1594, опубл. 1607), перекликающаяся с поэмой Дю Бартаса «Седмица».
- Трактат «Рассуждение о героической поэме» (1597).
- Диалоги на философские, эстетические, этические и социальные темы (публиковались с 1580).

### Переводы на русский язык
- Освобожденный Иерусалим, пер. с французск. М. Попова, ч. 1—2, М., 1772; то же, 2 изд., ч. 1—2, М., 1787;
- Освобожденный Иерусалим, перевел с итал. подлинника А. Ш[ишков], ч. 1—2, СПБ, 1818—1819;
- Освобождённый Иерусалим, пер. С. Москотильникова, ч. 1—2, М., 1819; то же, 2 изд., ч. 1—2, М., 1820—1821;
- Освобожденный Иерусалим, пер. С. А. Раича, ч. 1—4, М., 1828;
- Освобожденный Иерусалим, пер. с итал. А. Мерзлякова, ч. 1—2, М., 1828;
- Освобожденный Иерусалим, пер. Ф. В. Ливанова, ч. I, СПБ, 1862;
- Освобожденный Иерусалим, перевел с итал. размером подлинника, Д. Мин, 3 тт., изд. А. С. Суворина, СПБ [1900] (в серии: Дешевая биб-ка, NN 208—210);
- Освобожденный Иерусалим, пер. В. С. Лихачова, кн. 1—4, изд. А. А. Каспари, СПБ [1910] (прилож. к журн. «Родина»);
- Освобожденный Ерусалим, пер. Ореста Головнина (Р. Брандта), т. I—II, М., 1911—1912;

- Освобожденный Иерусалим (Песни I—III) / Пер. А. Б. Махова // Дантовские чтения. 2004. / Под общ. ред. А. Илюшина. — М., 2005. — С. 184—242.
- Освобожденный Иерусалим / Пер. В. С. Лихачева; подготовка текста, предисл., коммент. А. О. Дёмина. — СПб.: Наука, 2007.
- Освобожденный Иерусалим / Пер. с итал., предисл. и примеч. Р. Дубровкина. — СПб.: Изд. Ивана Лимбаха, 2020.
- Освобожденный Иерусалим / Пер. с итал., предисл. и примеч. Р. Дубровкина. — М.: Водолей, 2022.
- Тассовы мечтания, пер. с итал. Н. Остолопова, 2 изд., СПБ, 1819;
- Аминта (Пастораль), пер. в стихах М. Столярова и М. Эйхенгольца, вступ. ст. и комментарии М. Эйхенгольца, Гос. изд., М., 1921; то же, изд. «Academia», М. — Л., 1937.

### Тассо в российской критике
- Батюшков К. Н. Сочинения, изд. П. Н. Батюшковым, т. II, СПБ, 1885 [ст. «Ариост и Тасс» и Заметки К. Н. Батюшкова на принадлежавшем ему экземпляре «Gerusalemme Liberata»];
- Корелин М. Торкуато Тассо и его век, «Исторический вестник», 1883, NN 7—9; Ла-Барт Ф. де, Беседы по истории всеобщей литературы, ч. I, изд. 2, М., 1914; Овэтт А., Итальянская литература, Гос. изд., М., 1922;
- Каплинский В. Я. Теория эпоса молодого Тассо, «Ученые записки Саратовского гос. им. Н. Г. Чернышевского ун-та», т. VII, вып. III, Саратов, 1929;
- Эйхенгольц М. Пастораль Тассо «Аминта» и феррарский театр в конце XVI века, в кн.: Тассо Т., Аминта, М. — Л., 1937.
- Пильщиков И. А. Батюшков и литература Италии: Филологические разыскания, Под редакцией М. И. Шапира. — Москва: Языки славянской культуры. — 2003. — 314 с. (Philologica russica et speculativa; T. III).

### Переводчики на другие языки
- Жан Клеман — французский
- Попов, Михаил Иванович — русский
- Раич, Семён Егорович — русский
- Батюшков, Константин Николаевич — русский
- Мерзляков, Алексей Фёдорович — русский
- Остолопов, Николай Фёдорович — русский
- Иоганн Дитрих Грис — немецкий
- Меса, Кристобаль де — испанский